# سیارک ۴۸۷۱
سیارک ۴۸۷۱ (به انگلیسی: 4871 Riverside، نامگذاری:1989WH1) چهار هزار و هشتصد و هفتاد و یکمین سیارک کشف شده‌است که در ۲۴ نوامبر ۱۹۸۹ کشف شد.
قدر مطلق سیارک برابر ۱۳٫۳۰ است.